# Habřina
Habřina (en allemand : Habrina) est une commune du district de Hradec Králové, dans la région de Hradec Králové, en République tchèque. Sa population s'élevait à 317 habitants en 2022.

## Géographie
Habřina se trouve à 4 km au nord-ouest de Smiřice, à 13 km au nord de Hradec Králové et à 103 km à l'est-nord-est de Prague.
La commune est limitée par Velichovky au nord, par Rožnov à l'est, par Černožice au sud-est, par Holohlavy et Smiřice au sud, et par Račice nad Trotinou et Lužany à l'ouest.

## Histoire
La première mention écrite de la localité date de 1357.

## Galerie

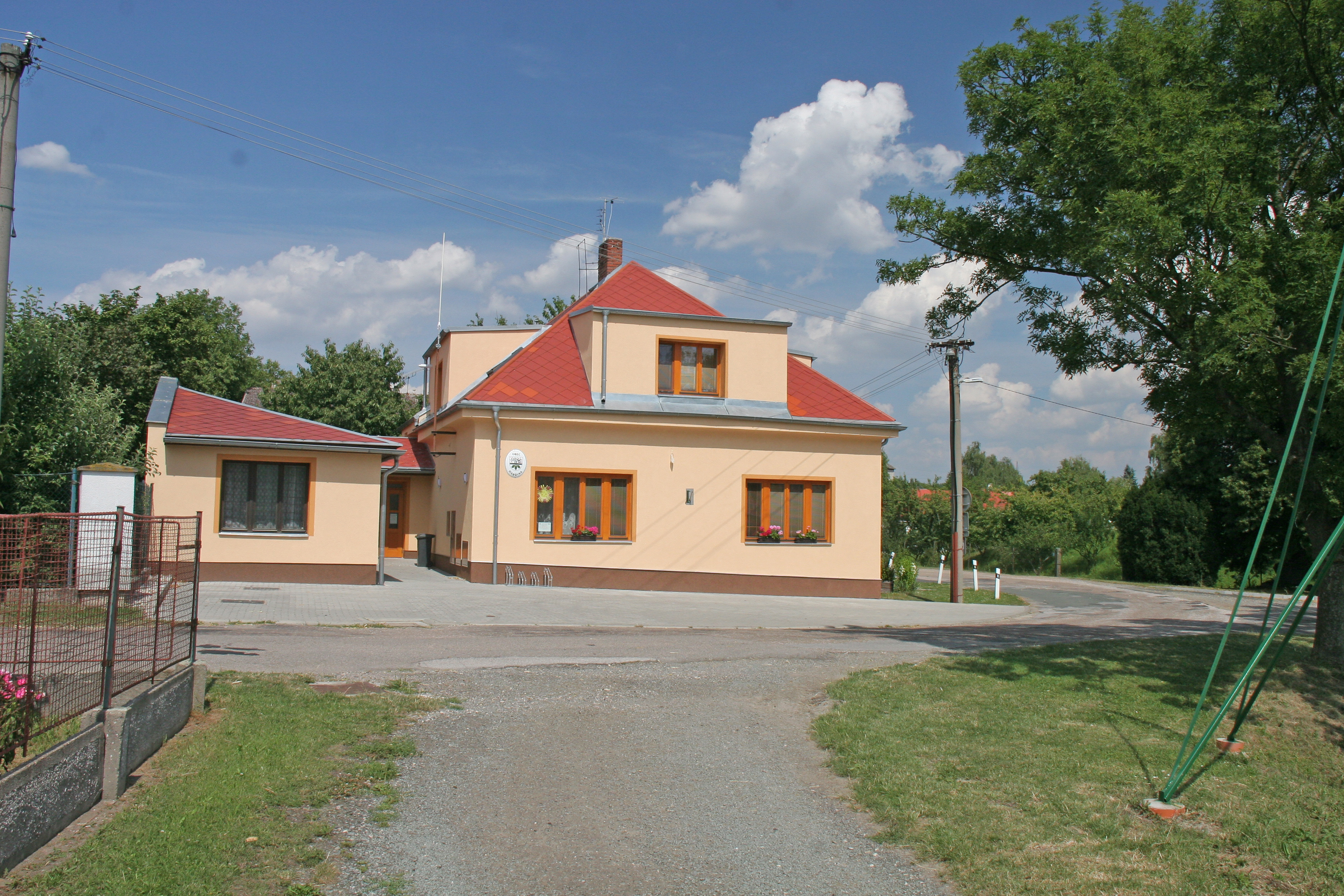
Habřina : la mairie.
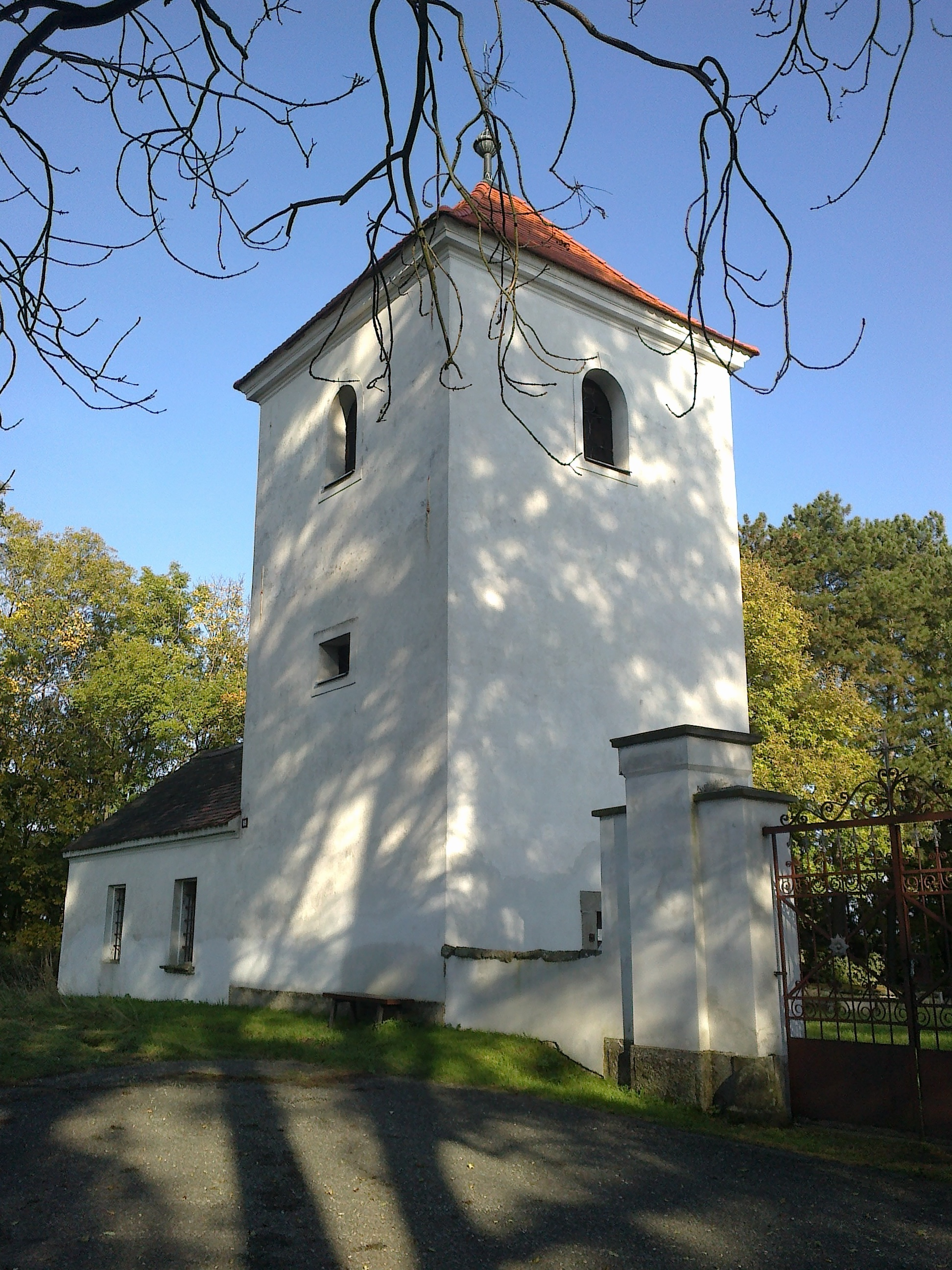
Église Saint-Venceslas.

## Transports
Par la route, Habřina trouve à 8,3 km de Jaroměř, à 17 km de Hradec Králové et à 130 km de Prague. 